# Gewog di Sampheling
Il gewog di Sampheling è uno degli undici raggruppamenti di villaggi del distretto di Chukha, nella regione Occidentale, in Bhutan.